# Jimmy Choo Ltd
Este artículo trata sobre la casa de modas, para ver al diseñador véase Jimmy Choo
Jimmy Choo Ltd es una compañía de Reino Unido dedicada a la manufactura de accesorios y zapatos de lujo. La compañía fue fundada en 1996 por la editora de accesorios de la revista Vogue Tamara Mellon y el diseñador de zapatos Jimmy Choo. En abril de 2001, Equinox Luxury Holdings Ltd compró el 50% de la sección prêt-à-porter de la marca.

## Historia

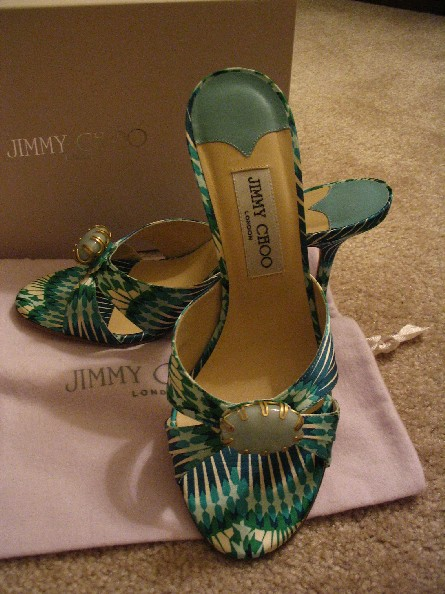
Un par de zapatos verdes de Jimmy Choo.

El mismo Jimmy Choo ha concentrado su trabajo en la línea de haute couture Jimmy Choo la cual se produce bajo licencía de Jimmy Choo Ltd. Este servicio está disponible, solo previa cita, en Connaught Oxford Street en Londres. La línea Jimmy Choo, también conocida como Jimmy Choo prêt-à-porter, o simplemente, Jimmy Choo, está ahora bajo la supervisión de Tamara Mellon y Sandra Choi. Choi, quien fue aprendiz de Choo, es la directora creativa de la empresa. Ella es sobrina de Rebecca la esposa de Choo. La línea prêt-à-porter se ha ampliado para incluir accesorios como bolsos.
La tienda principal de Jimmy Choo International se encuentra en la calle Connaught en Londres.
En Estados Unidos las boutiques de Jimmy Choo están en Atlanta, Beverly Hills, Boston, Chicago, Dallas, Houston, Las Vegas, New York, Orlando, Palm Beach, Washington D. C., Phoenix.
En diciembre de 2008, la empresa amenazó con demandar a un sitio web de Nueva Zelanda, Kookychoo.com, por infracción a los derechos que mantienen sobre la marca. Kookychoo es una empresa de Nueva Zelanda que vende productos que no están relacionados con zapatos. Ellos venden una variedad de elementos como juguetes, joyas y bolsas de frijoles. El hecho fue el "elegir" el nombre es lo que está en medio de la disputa. El dueño de Kookychoo, Looie, declaró "Es aterrador para ser honesto, porque realmente me siento intimidado. Nunca hubo intención dolosa, que sólo quería iniciar una pequeña empresa de Nueva Zelanda por lo que es muy alarmante" Ha habido un montón de comentarios al respecto como Jimmy Choo y sus estúpidos derechos de autor y 'Jimmy Choo..KookyChoo..'
En 2009 su sobrino Simón Choo-Deren quien actualmente reside en Róterdam y Londres, se hará cargo de la posición como diseñador en jefe según se anunció en una reunión del consejo en 2006 [cita requerida].